# Kościół św. Piotra w Dortmundzie
Kościół św. Piotra w Dortmundzie (niem. St.-Petri-Kirche) – kościół ewangelicko-augsburski, położony w centrum Dortmundu przy ulicy Westenhellweg.

## Historia i architektura
Kościół św. Piotra został wzniesiony jako halowy kościół miejski w stylu późnogotyckim. Korpus kościoła został zbudowany niemal na planie kwadratu ze stosunkowo krótkim prezbiterium i jest wybitnym przykładem specyficznego dla westfalskich kościołów halowych ukształtowania formy.
Kościół św. Piotra jest, obok Kościoła św. Rajnolda i Kościoła Mariackiego kolejną średniowieczną świątynią przy ul. Westenhellweg na Starym Mieście w Dortmundzie. Wznoszenie trzynawowej budowli rozpoczęto w I poł. XIV w. Jako budulca użyto jasnego piaskowca. Dzisiejszy kształt kościoła wskazuje nadal na jego pierwotną, średniowieczną proweniencję. Trzyprzęsłowe nawy boczne przykryte są poprzecznymi dwuspadowymi dachami, tworzącymi rząd trzech szczytów w nieco wyższym dachu nawy głównej.
Uwagę przyciąga wieża kościelna, zwieńczona nieproporcjonalnie wysokim, spiczastym hełmem, który runął w 1752 i nigdy potem nie był widziany w obecnym kształcie aż do 17 listopada 1981, kiedy to został odbudowany po zniszczeniach drugiej wojny światowej w oryginalnej formie wraz z kościołem. W swoim wymiarze wieża kościoła św. Piotra jest rezultatem starego współzawodnictwa o najwyższą wieżę kościelną w Dortmundzie z kościołem św. Rajnolda w XV i XVI w. Sam hełm ma ok. 60 m wysokości. Składa się z 15-metrowej bazy i 48-metrowego szpiczastego zwieńczenia zakończonego kulą. Łączna wysokość wieży z hełmem wynosi 105 m.

## Wnętrze
We wnętrzu kościoła uwagę przyciąga tzw. Złoty cud Westfalii (niem. Goldene Wunder von Westfalen), okazały, rzeźbiony w drewnie ołtarz, który przeszedł kosztowną restaurację. Jest to późnogotycki poliptyk zamówiony w 1521 w Antwerpii, jednym z głównych europejskich miast, w których wytwarzano tego typu obrazy. Pierwotnie znajdował się w kościele franciszkanów, ale po jego wyburzeniu w XIX w. przeniesiony został do kościoła św. Piotra.

## Wspólnota parafialna
1 lipca 2007 połączono dotychczasowe parafie św. Piotra, św. Mikołaja i św. Marcina w jedną parafię św. Piotra-św. Mikołaja (niem. Evangelische St. Petri-Nicolai-Kirchengemeinde Dortmund). Powodem fuzji była spadająca liczba członków poszczególnych parafii a tym samym zmniejszająca się ilość środków finansowych. Nowa, powiększona parafia liczy ok. 9000 członków.